# Vlajka Aljašky

Aljašská vlajka
Poměr stran: 125:177

Vlajka Aljašky, jednoho z federálních států USA, je tvořena modrým listem o poměru stran 125:177 se žlutými pěticípými hvězdami, zobrazující souhvězdí Velké medvědice (v žerďové a střední části) a Polárku (v horním cípu vlajky).
Modrá barva symbolizuje nebe, moře a horská jezera. Polárka polohu státu.

## Historie
Aljašská vlajka byla přijata 2. května 1927.
Autorem vlajky byl čtrnáctiletý chlapec Benny Benson (12. září 1912 Chignik – 2. července 1972 Kodiak), který vyrůstal ve městě Seward. Ve třinácti letech se přihlásil se svým návrhem do soutěže o aljašskou vlajku a zvítězil. Za vítězný návrh vlajky dostal 1000 dolarů na školu, hodinky a výlet do Washingtonu D.C.

## Píseň
Jedním z dalších symbolů Aljašky souvisejícím s vlajkou je státní píseň „Alaska's Flag“ (česky Aljašská vlajka), také známá jako Beyond Your Dreams Within Your Reach (česky Za svými sny na dosah), kterou vytvořili Marie Drake (text) a Elinor Dusenbury (hudba).

### Text
Eight stars of gold on a field of blue,

Alaska's flag, may it mean to you,

The blue of the sea, the evening sky,

The mountain lakes and the flowers nearby,

The gold of the early sourdough's dreams,

The precious gold of the hills and streams,

The brilliant stars in the northern sky,

The "Bear," the "Dipper," and shining high,

The great North Star with its steady light,

O'er land and sea a beacon bright,

Alaska's flag to Alaskans dear,

The simple flag of a last frontier.